# Dicerandra odoratissima
Dicerandra odoratissima är en kransblommig växtart som beskrevs av Roland McMillan Harper. Dicerandra odoratissima ingår i släktet Dicerandra och familjen kransblommiga växter. Inga underarter finns listade i Catalogue of Life.